# 神7
神7（かみセブン）とは、AKB48グループにおける用語の1つである。

## 概要
AKB48選抜総選挙において、上位7位に入ったメンバーを指す言葉として用いられ、上位7位に入ることを「神7入り」という。
2009年の第1回選抜総選挙と2010年の第2回選抜総選挙で7位以内に入った同一メンバーの7人を指していた。2011年の第3回選抜総選挙で板野友美が8位に順位を下げ、代わりに柏木由紀が入り「神7崩し」と呼ばれた。同年以降は選抜総選挙での上位7人のメンバーを指す用語として使われるようになった。この第3回選抜総選挙に関しては、従来の神7メンバーに3位で入った柏木由紀を含めて「神8」という言葉もメディアで使われた。
2013年の第5回選抜総選挙では、前年に4位で初めて上位7名に選出された後にHKT48へ移籍した指原莉乃を除けば、AKB48の姉妹グループメンバーとしてSKE48の松井珠理奈と松井玲奈が初めて上位7名に入った。
また、AKB48初日公演の一般観客が7人だったことから、その一般観客をファンの間で「神の7人」と呼んだり、「観客神7」と呼んだりすることがある。

## メンバー

### 初代神7
2010年の第2回選抜総選挙において、順位の変動はあったものの、2009年の第1回選抜総選挙と同じメンバーが7位までにランクインしたことから、前田敦子、大島優子、篠田麻里子、渡辺麻友、高橋みなみ、小嶋陽菜、板野友美の7名が「神7」と呼ばれるようになる。元々、インディーズ2ndシングル「スカート、ひらり」の選抜メンバー7人を「スカひら7」と呼び、上位7人を特別視する流れができていた。当時の神7は「初代神7」または「元祖神7」と呼ばれている。
「神7」ができた詳細な経緯は、週刊プレイボーイが第1回選抜総選挙のランクインメンバーによる『AKB48総選挙! 水着サプライズ発表』を編集するにあたって、センターを作るために人数を奇数にし、グラビア人気があった6位の小嶋陽菜を載せたかったという理由で上位7人を表紙に掲載したことに始まる。そして、第2回選抜総選挙でも同じ7人がトップ7を維持したことと、同時期に「神曲」などの「神」を付ける流行があったことから、自然と「神7（かみなな）」と呼ばれるようになり、その後、テレビ番組で「神7（かみセブン）」と表現され始めたことで定着していった。
2017年2月22日に国立代々木競技場第一体育館で開催された小嶋陽菜卒業コンサート『こじまつり〜小嶋陽菜感謝祭〜』冒頭で、初代神7によって「スカート、ひらり」が披露された。渡辺麻友が2017年をもってAKB48を卒業したことにより、初代神7全員がAKB48メンバーとしての活動を終了した。

### 歴代の上位7名
| メンバー   | 所属  | 回 数 | 過去順位 | 過去順位 | 過去順位 | 過去順位 | 過去順位 | 過去順位 | 過去順位 | 過去順位 | 過去順位 | 過去順位 |
| メンバー   | 所属  | 回 数 | 1        | 2        | 3        | 4        | 5        | 6        | 7        | 8        | 9        | 10       |
| ---------- | ----- | ----- | -------- | -------- | -------- | -------- | -------- | -------- | -------- | -------- | -------- | -------- |
| 前田敦子   | AKB48 | 3     | 01       | 02       | 01       | 不       | 卒       | 卒       | 卒       | 卒       | 卒       | 卒       |
| 大島優子   | AKB48 | 5     | 02       | 01       | 02       | 01       | 02       | 不       | 卒       | 卒       | 卒       | 卒       |
| 篠田麻里子 | AKB48 | 5     | 03       | 03       | 04       | 05       | 05       | 卒       | 卒       | 卒       | 卒       | 卒       |
| 渡辺麻友   | AKB48 | 9     | 04       | 05       | 05       | 02       | 03       | 01       | 03       | 02       | 02       | 卒       |
| 高橋みなみ | AKB48 | 5     | 05       | 06       | 07       | 06       | 08       | 09       | 04       | 不       | 卒       | 卒       |
| 小嶋陽菜   | AKB48 | 4     | 06       | 07       | 06       | 07       | 09       | 08       | 不       | 16       | 卒       | 卒       |
| 板野友美   | AKB48 | 2     | 07       | 04       | 08       | 08       | 11       | 卒       | 卒       | 卒       | 卒       | 卒       |
| 柏木由紀   | AKB48 | 6     | 09       | 08       | 03       | 03       | 04       | 03       | 02       | 05       | 不       | 不       |
| 指原莉乃   | HKT48 | 6     | 27       | 19       | 09       | 04       | 01       | 02       | 01       | 01       | 01       | 不       |
| 松井珠理奈 | SKE48 | 6     | 19       | 10       | 14       | 09       | 06       | 04       | 05       | 03       | 03       | 01       |
| 松井玲奈   | SKE48 | 2     | 29       | 11       | 10       | 10       | 07       | 05       | 不       | 卒       | 卒       | 卒       |
| 山本彩     | NMB48 | 3     | 前       | 前       | 28       | 18       | 14       | 06       | 06       | 04       | 不       | 不       |
| 島崎遥香   | AKB48 | 1     | 前       | 28       | 圏外     | 23       | 12       | 07       | 09       | 08       | 卒       | 卒       |
| 宮脇咲良   | HKT48 | 4     | 前       | 前       | 前       | 47       | 26       | 11       | 07       | 06       | 04       | 03       |
| 須田亜香里 | SKE48 | 3     | 前       | 圏外     | 36       | 29       | 16       | 10       | 18       | 07       | 06       | 02       |
| 荻野由佳   | NGT48 | 2     | 前       | 前       | 前       | 前       | 前       | 前       | 前       | 95       | 05       | 04       |
| 横山由依   | AKB48 | 2     | 前       | 圏外     | 19       | 15       | 13       | 13       | 10       | 11       | 07       | 06       |
| 岡田奈々   | AKB48 | 1     | 前       | 前       | 前       | 前       | 圏外     | 51       | 29       | 14       | 09       | 05       |
| 武藤十夢   | AKB48 | 1     | 前       | 前       | 前       | 49       | 45       | 24       | 16       | 10       | 不       | 07       |

- 前：グループ加入前、不：立候補辞退により不参加、卒：グループ卒業
- 指原は第4回開催時点までAKB48。
- 小嶋は第8回のみ別名義の「にゃんにゃん仮面」として参加。順位発表後に自ら正体を明かしている。
- 11回目となる選抜総選挙は行われていない。

## 活動
雑誌などの表紙やコマーシャルメッセージ (CM) に起用されるなど、神7メンバーでの活動が行われることがある。

### CM
- バイトル（2014年 - 2016年、ディップ）
  - 2014年（渡辺・指原・柏木・松井珠・松井玲・山本・島崎）
    - 「ライブ告知」篇、「サービス機能」篇（2014年6月）[14]

  - 2015年（指原・柏木・渡辺・高橋・松井珠・山本・宮脇）
    - 「ライブ告知」篇（2015年6月）[15]
    - 「満足度No.1」篇（2015年7月）[16]
    - 「バイトルで輝こう」篇（2016年1月）[17]